# Kudukeras (Babakan)
Kudukeras is een bestuurslaag in het regentschap Cirebon van de provincie West-Java, Indonesië. Kudukeras telt 3767 inwoners (volkstelling 2010).